# Pauline Hautz
Pauline Hautz (* 11. März 1880 als Pauline Hirt; † 20. Juni 1934 in Wiener Neustadt) war eine österreichische Politikerin (SDAP) und Beamtin. Sie war von 1926 bis 1927 Abgeordnete zum Landtag von Niederösterreich.
Hautz wurde als Pauline Hirt geboren und arbeitete als Beamtin in Wiener Neustadt. Sie wirkte in Wiener Neustadt zwischen 1919 und 1930 als Gemeinderätin und rückte am 7. Oktober 1926 für ein ausgeschiedenes Mitglied der Sozialdemokratischen Arbeiterpartei in den Landtag nach. Sie gehörte diesem bis zum 20. Mai 1927 an und schied mit dem Ende der Legislaturperiode aus dem Landtag aus. 